# Marija Omaljev-Grbić
Marija Omaljev-Grbić (Novi Sad, 5. prosinca 1982.) hrvatska je televizijska, kazališna i filmska glumica.

## Životopis
Rođena je 5. prosinca 1982. u Novom Sadu. 
Marija Omaljev je s užom obitelji odselila u Rovinj, gdje završava osnovnu školu i opću gimnaziju "Zvane Črnja". 
2003. odlazi u Sarajevo gdje je na Akademiji scenskih umjetnosti upisala studij glume.
Na trećoj godini Akademije dobila je svoju prvu ulogu na daskama Narodnog kazališta u Sarajevu u predstavi "Jedan čovjek i jedna žena", zatim slijede "Rodoljupci", "Prvi put s ocem na izbore", "Ženidba", "Građanin plemić", "Stranac" itd. Od 2007. godine igrala je u više od deset televizijskih dramskih i humorističnih serija u Hrvatskoj i Bosni i Hercegovini, te snimila gotovo 600 epizoda. Uz televizijsku karijeru zaigrala je i u filmovima njemačke, američke, austrijske, turske, hrvatske i bh. produkcije. Trenutno živi i radi u Los Angelesu.

## Filmografija

### Televizijske uloge
- "Ruža vjetrova" kao Mila Visković (2011. – 2013.)
- "Krv nije voda" kao Sunčica (2011.)
- "Lud, zbunjen, normalan" kao Barbara Fazlinović (2010. – 2011.)
- "Kućni ljubimci" kao Žaklina (2010.)
- "Dolina sunca" kao Nataša Sever-Vitezović (2009. – 2010.)
- "Zauvijek mlad" kao Iva (2009.)
- "Vrata do vrata" (TV pilot) kao Nina (2009.)
- "Bračne vode" kao Sunčana (2009.)
- "Zakon ljubavi" kao Una Perković (2008.)
- "Pečat" kao Sanja (2008.)

### Filmske uloge
- "Body Complete" (2011.)
- "Kino City" (2010.)
- "Jenny te voli" (2009.)
- "Ta tvoja ruka mala" kao Zrinka (2008.)
- "Beyond Mercy" kao djevojka (2007.)

## Vanjske poveznice
- Službena stranica  Arhivirana inačica izvorne stranice od 23. listopada 2013. (Wayback Machine)
- Marija Omaljev-Grbić u internetskoj bazi filmova IMDb-u (engl.)